# My Mamma Said
«My Mamma Said» («Mi mamá dijo» en castellano) es una canción del grupo de eurodance y rock danés Aqua. La canción aparece en el segundo lugar del segundo álbum recopilatorio del grupo, Greatest Hits. En Dinamarca, la canción fue el segundo sencillo de ese CD, con un vídeo dirigido por Rasmus Laumann, que fue estrenado el 26 de octubre de 2009.

## Vídeo musical
El videoclip tiene lugar en la sala donde miembros de la banda están sentados alrededor de la mesa. Dos servidores están de pie en silencio en una esquina de la habitación que les prestan servicio. Mientras Lene y René están discutiendo, Søren y Claus sólo comen y beben. Hay varias tomas de la banda corriendo, Lene bajo la lluvia y miembros de la banda que atraviesan una habitación similar con hojas que caen.

## Significado del vídeo
El vídeo es sobre la religión, la chica de negro (Lene) está representando el cristianismo[cita requerida] que nos dice que al morir es el fin y ya no hay nada más[cita requerida], el hombre de negro (René) representa a las ciencias que nos dice que cuando uno muere te quedas con otra energía de otra forma y sin poder ser visto perdido entre los millones de moléculas del universo.

## Versiones oficiales
- Main Edit.
- R-D Club Remix.
- R-D Radio Remix.

## Posicionamiento
| País           | Posición |
| -------------- | -------- |
| Dinamarca      | 3        |
| Biobío (Chile) | 9        |
| México         | 10       |
| Argentina      | 16       |